# Melchior von Diezelsky
Melchior von Diezelsky (* 1708 in Pommern; † 14. August 1757 bei Landeshut in Schlesien) war ein preußischer Major.

## Leben

### Herkunft und Familie
Melchior war ein Angehöriger des polnisch-pommerischen Adelsgeschlechts von Diezelsky, das bei Lauenburg und Neustadt begütert war.
Er vermählte sich im November 1746 in Magdeburg mit Anna Catharina Wagner.

### Werdegang
Diezelsky trat in die Preußische Armee ein und bestritt eine Offizierslaufbahn. Er avancierte im Infanterieregiment Nr. 20 am 24. September 1729 zum Fähnrich, am 11. Januar 1734 zum Sekonde- und 1738 zum Premierleutnant sowie schließlich am 22. Februar 1746 zum Kapitän.
1757 wurde er Kommandeur eines Grenadierbataillons, welches aus je zwei Kompanien des Infanterieregiments Nr. 7 und des ehemals sächsischen Infanterieregiment S 53 zusammengesetzt war. Sein Bataillon war am 3. August 1757 an Kampfhandlungen bei Striegau beteiligt. Bei Kämpfen vor Landeshut wurde Diezelsky tödlich verwundet.
Es sind mehrere Briefwechsel zwischen ihm und dem König bekannt.